# Gulcamptus huronensis
Gulcamptus huronensis är en kräftdjursart som beskrevs av J. W. Reid in Ishida och Reid 1996. Gulcamptus huronensis ingår i släktet Gulcamptus och familjen Canthocamptidae. Inga underarter finns listade i Catalogue of Life.